# Grijskruinduif
De grijskruinduif (Leptotila rufaxilla) is een vogel uit de familie Columbidae (duiven).

## Verspreiding en leefgebied
Deze soort komt voor van Colombia tot noordoostelijk Argentinië en telt 6 ondersoorten:
- Leptotila rufaxilla pallidipectus: oostelijk Colombia en westelijk Venezuela.
- Leptotila rufaxilla dubusi: van zuidoostelijk Colombia tot oostelijk Peru, noordwestelijk Brazilië en zuidelijk Venezuela.
- Leptotila rufaxilla rufaxilla: oostelijk Venezuela, de Guiana's en noordelijk Brazilië.
- Leptotila rufaxilla hellmayri: noordoostelijk Venezuela en Trinidad.
- Leptotila rufaxilla bahiae: centraal Brazilië.
- Leptotila rufaxilla reichenbachii: het zuidelijke deel van Centraal-en zuidelijk Brazilië, Paraguay, Uruguay en noordoostelijk Argentinië.